# Roman Bezsmertnyj
Roman Petrovyč Bezsmertnyj (in ucraino Роман Петрович Безсмертний?; Motyžyn, 15 novembre 1965) è un politico e diplomatico ucraino.

## Biografia
Nato nel villaggio di Motyžyn, nell'oblast' di Kiev, nel 1983 è entrato alla Facoltà di Storia dell'Istituto pedagogico di Kiev intitolato a Maksim Gor'kij, laureandosi nel 1990 per l'insegnamento della storia; contemporaneamente agli studi tra il 1983 e il 1985 ha prestato servizio militare nell'Esercito sovietico. Ha insegnato storia nella scuola n° 3 di Vyšneve e, dopo gli studi, nella scuola n° 2 di Borodjanka, partecipando alla realizzazione del locale museo di storia regionale.

### Carriera politica
Negli stessi anni iniziò ad interessarsi alla politica e si iscrisse al Partito Repubblicano Ucraino (URP). Alle elezioni parlamentari del 1994 viene eletto con l'URP alla Verchovna Rada, per poi esser nominato nel 1997 dal Presidente Leonid Kučma quale rappresentante del presidente presso il parlamento. Successivamente è passato al Partito Democratico Popolare (NDP), venendo rieletto alle elezioni parlamentari del 1998.
Alle elezioni parlamentari del 2002 sovrintende la campagna elettorale del Blocco di Viktor Juščenko-Ucraina Nostra e viene nuovamente eletto alla Verchovna Rada; sempre per Juščenko è stato a capo dello staff elettorale per le elezioni presidenziali del 2004, dirigendo poi la tendopoli di Majdan Nezaležnosti durante la Rivoluzione arancione. Tra marzo 2005 e dicembre 2006 è stato Capo del Presidium del partito Ucraina Nostra.

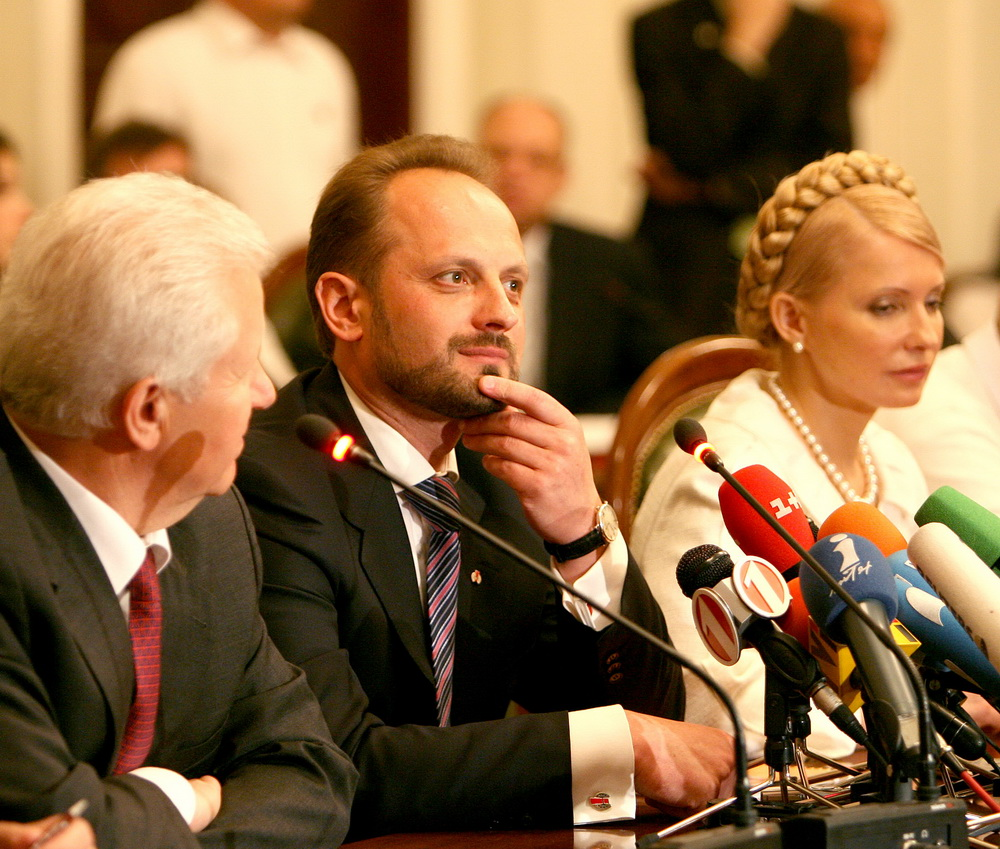
Bezsmertnyj (al centro) con Oleksandr Moroz e Julija Tymošenko nel 2006

Nel primo governo di Julija Tymošenko viene nominato Vice Primo ministro con delega alla riforma amministrativa e territoriale. Dopo la caduta del governo ha mantenuto la stessa carica, con delega modificata per la politica regionale, anche sotto Jurij Jechanurov.
Dopo aver nuovamente fatto parte della Verchovna Rada per la V legislatura è stato nominato nel 2007 Vice Capo dell'Ufficio del Presidente dell'Ucraina sotto Juščenko.
Nel 2010 viene nominato da Juščenko come ambasciatore straordinario e plenipotenziario dell'Ucraina in Bielorussia.